# Aphaenogaster reichelae
Aphaenogaster reichelae is een mierensoort uit de onderfamilie van de Myrmicinae. De wetenschappelijke naam van de soort is voor het eerst geldig gepubliceerd in 2008 door Shattuck.